# جون بويندكستر
جون بويندكستر (بالإنجليزية: John Poindexter)‏ (و. 1936 – م) هو ضابط، وعالم نووي من الولايات المتحدة الأمريكية ولد في أودون.
وهو عضو في الحزب الجمهوري .

## التعليم
تعلم في أكاديمية الولايات المتحدة البحرية، ومعهد كاليفورنيا للتقنية.

## روابط خارجية
- جون بويندكستر على موقع الموسوعة البريطانية (الإنجليزية)
- جون بويندكستر على موقع مونزينجر (الألمانية)
- جون بويندكستر على موقع إن إن دي بي (الإنجليزية)